# Drohwirkung
Unter Drohwirkung versteht man den einschüchternden Eindruck, den ein reales oder virtuelles Objekt auf eine Person oder Tier ausübt. Die Drohwirkung ist im Gegensatz zur Drohung unabhängig von einer Ankündigung oder einer tatsächlichen zu erwartenden Anwendung. Die Drohwirkung ist schwer quantifizierbar und hängt wesentlich vom subjektiven Empfinden des einzelnen  Individuums ab, das sich der Drohwirkung ausgesetzt fühlt. Eine Drohwirkung kann sowohl durch eine Norm (vgl. Todesstrafe auf …; Drohwirkung des Steuerrechts auf Wirtschaftskriminalität), ein Verhalten (z. B. Imponierverhalten, betont aggressives Auftreten), ein Tier (z. B. Kampfhund) oder einen konkreten Gegenstand (z. B. offen zur Schau getragene Waffe) ausgehen. Die Art der Wirkung lässt sich kaum vorhersagen und liegt in der Wahrnehmung des Beobachters. So scheint die Drohwirkung bei der Todesstrafe keinen Einfluss auf die tatsächlichen Verbrechenszahlen zu haben, bei Verhaltensweisen stark von Umwelt und Kontext abhängig zu sein, beim Einsatz von Tieren soziale und religiöse Einflüsse zu wirken und die Drohwirkung einer Waffe von Kontext und persönlicher Erwartung und sozialem Umfeld abzuhängen.
Bei Waffen kann man einige grundsätzliche Aussagen dazu treffen.
- Die Drohwirkung hängt vom Waffentyp, der Gestaltung der Waffe,[3] bei Schusswaffen auch vom Kaliber, dem Auftreten des Waffennutzers (Gesichtsausdruck, Körperhaltung, Kleidung) und der Zahl der benutzten Waffen ab.[4]
- Polizeiliche Spezialeinheiten treten nicht nur aus Gründen des Selbstschutzes martialisch auf, die Kleidung soll auch einschüchtern. Genauso verhält es sich mit den Waffen. Wirkt eine kleine Pistole in einer großen Hand vielleicht gar nicht so furchteinflößend, so werden mehrere schwarz gekleidete Personen mit Maschinenpistolen und Flinten die ihnen gegenüberstehende Person eher zum Aufgeben bewegen können.
- Eine hohe Drohwirkung ist sowohl beim illegalen (Straftäter) als auch legalen Einsatz (Polizei) von Waffen gewünscht, da dadurch in vielen Fällen auf eine Schussabgabe verzichtet werden kann.
- Die tatsächliche Richtung einer Drohwirkung durch Waffen ist aber umstritten, da sie sowohl Gewalt abschreckend als auch eskalierend wirken kann.

Die Annahme einer Drohwirkung hat auch Einfluss auf die Bewertung von Delikten in der Rechtsprechung und auf das Strafausmaß:

„Für die schlüssige Androhung der Verwendung des Baseballschlägers als Schlagwerkzeug genügte die Präsentation dieses insofern außerordentlich gefährlichen Gegenstandes in der festgestellten Art und Weise [Vor-den-Körper-Halten]. Entgegen der Annahme des Landgerichts bedurfte es weiterer Handlungen, wie etwa Drohbewegungen oder drohender Äußerungen, nicht.
[…] Von besonders gefährlichen Werkzeugen […] kann […] schon allein von ihrem verdeckten, aber von dem Bedrohungsopfer erkannten Tragen eine hinreichende Drohwirkung ausgehen. Dies muss erst recht für ein offenes, für die zu bedrohende Person deutlich wahrnehmbares Vorzeigen solcher Werkzeuge gelten.“